# ReAnimate: The Covers
ReAnimate é o terceiro EP da banda de hard rock americana Halestorm e o primeiro EP somente com versões cover. Foi lançado em 22 de março de 2011, como download digital. Um EP de acompanhamento, Reanimate 2.0: The Covers EP, foi lançado em 15 de outubro de 2013. O ep possui seis músicas. Ele alcançou o número 20 da Billboard hard rock albums chart.

## Faixas
| N.º            | Título                               | Versão cover de   | Duração |  |
| 1.             | "Slave to the Grind"                 | Skid Row          | 3:31    |  |
| 2.             | "Bad Romance"                        | Lady Gaga         | 4:08    |  |
| 3.             | "Hunger Strike"                      | Temple of the Dog | 3:53    |  |
| 4.             | "Out Ta Get Me"                      | Guns N' Roses     | 4:14    |  |
| 5.             | "All I Wanna Do Is Make Love to You" | Heart             | 5:02    |  |
| 6.             | "I Want You (She's So Heavy)"        | The Beatles       | 6:49    |  |
| Duração total: | Duração total:                       | Duração total:    | 27:37   |  |

## Créditos
- Lzzy Hale → vocais, guitarra rítmica, guitarra solo e teclado
- Arejay Hale → bateria, percussão e vocais de apoio
- Joe Hottinger → guitarra solo e vocais de apoio
- Josh Smith → baixo e vocais de apoio